# بغتة (حجة)
بغته هي إحدى قرى الجمهورية اليمنية. تتبع جغرافيا لمحافظة حجة وإداريًا لمديرية عبس. يبلغ تعداد سكانها 1582 نسمة حسب الإحصاء الذي أجري عام 2004.